# Torre a caduta libera

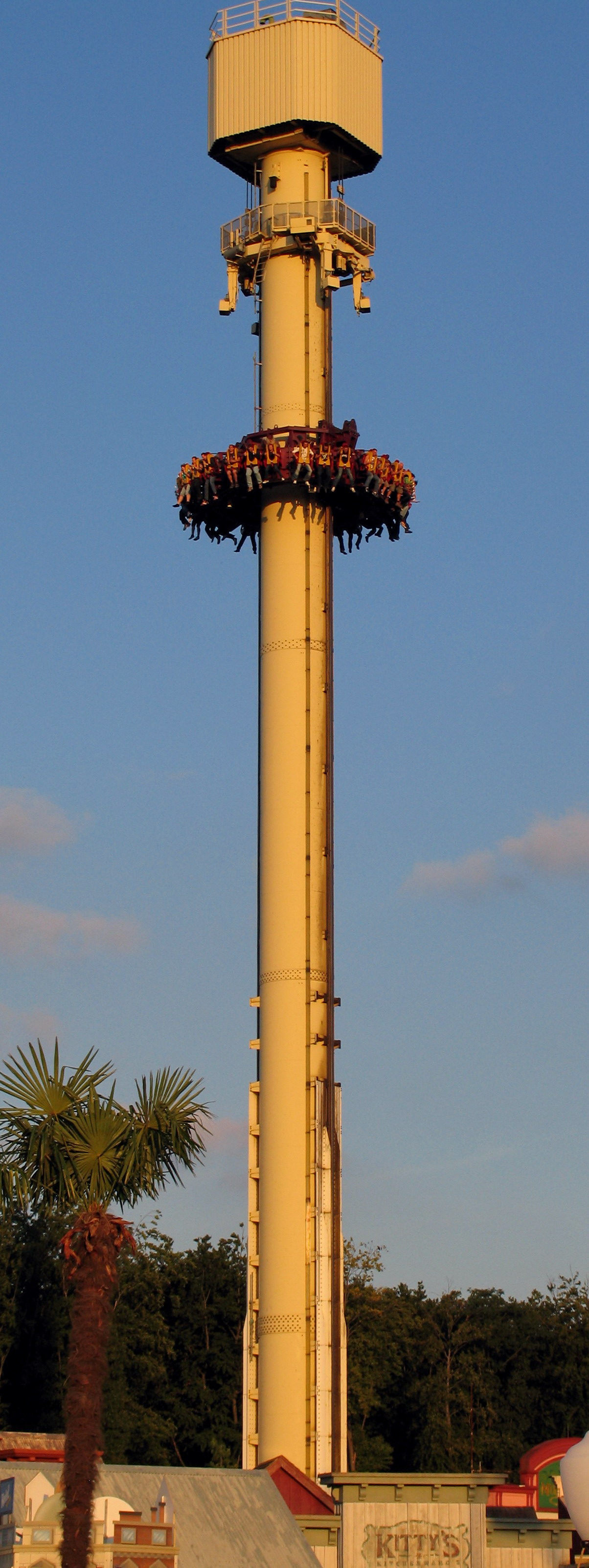
Una torre a caduta libera al Movie Park, in Germania

La torre a caduta libera (in inglese free fall tower) è un tipo di struttura ingegneristica utilizzata all'interno dei parchi divertimenti di medio-grandi dimensioni.
Nel gergo tecnico dei parchi divertimento s'intende una struttura a traliccio verticale, oppure a pilone, sul quale scorre un carrello a cui sono agganciati dei seggiolini dove prendono posto i passeggeri. 
L'emozione che si vuole far vivere a chi vi sale è alternativamente:
- la simulazione dell'assenza di peso in un ascensore in caduta libera
- la simulazione di un lancio con un'improvvisa ascesa verticale.

L'altezza della struttura è normalmente superiore ai 40 m per consentire un effetto adeguato. La torre più alta del mondo è la Zumanjaro: Drop of Doom del parco [(Six Flags Great Adventure)] a Jacksonville Nel New Jersey ed è alta più di 130 m.
In Italia esempi di questo tipo di attrazione sono presenti a Mirabilandia (primo parco italiano ad installare una torre a caduta libera, nel 1997 con Discovery e Columbia 60 m), nel 2016 ribattezzate in "Oil Towers"; a MagicLand (Mystika, attualmente la più alta d'Italia con i suoi 70 m), a Gameland (Brivido 50 m), a Gardaland (Space Vertigo 40 m), al Cavallino Matto (Shocking Tower), ad Edenlandia (La torre), a Etnaland ("Tower"), alta 60 metri, a Cinecittà World ("Indiana Adventure"), a Leolandia ("La donna cannone") e a Movieland ("Space: Mission Orbit") alta 60 metri.
Esistono inoltre varianti delle torri a caduta libera, alcuni esemplari addirittura presenti in Italia come The Hollywood Action Tower a Movieland Park. La variazione rispetto alle normali torri è la struttura, che vede dei binari alla fine della caduta così da far scorrere la navetta in orizzontale sdraiando i passeggeri invece di frenare verso il basso. Questo tipo di torre a caduta libera è stata ideata e creata dall'azienda svizzera Intamin, famosa anche per aver creato roller coaster da record come il Kingda Ka, il più alto del mondo a Six Flags Great Adventure, precedentemente indicato con i suoi 139 m.